# Denys de Kiev
Denys ou saint Denys des grottes de Kiev est un saint orthodoxe du XVe siècle, fêté le 3 octobre et le 28 août.

## Biographie
Saint Denys était hiéromoine à la Laure des Grottes de Kiev au XVe siècle, mais on ignore tout de ses origines. Il devient connu pour un miracle qui se produit en 1463. Aux matines de la Pâques de l'année 1463, il se rend dans une grotte du monastère où se trouvent les reliques de plusieurs saints et, en les encensant, il déclare « Pères et frères, le Christ est ressuscité ! Aujourd'hui est un grand jour ! » (en russe : « Отцы и братья, Христос воскрес! сегодня Великий день. »). C'est alors qu'il entend une voix forte comme le tonnerre, sortant des tombes, disant « En vérité, le Christ est ressuscité »,,. À partir de ce jour-là, Denys, touché par ce miracle, vit en reclus au monastère, pour se consacrer pleinement à la prière et à l'ascèse, jusqu'à sa mort.
Il est localement vénéré comme saint à partir de la survenance de celle-ci, et son nom est inclus pour la première fois dans le Canon des saints Pères de la Laure des grottes de Kiev, rédigé en 1643 par le métropolite Pierre Movila.